# Апольонка (Лодзинське воєводство)
Апольонка (пол. Apolonka) — село в Польщі, у гміні Вольбуж Пйотрковського повіту Лодзинського воєводства.